# Nergal-ilaja (gubernator Isany)
Nergal-ilaja, Nergal-ila’i (akad. Nergal-ilāja, Nergal-ila’i; w transliteracji z pisma klinowego zapisywane m(d)U.GUR-DINGIR-a-a; tłum. „Nergal jest mym bogiem”) – wysoki dostojnik, gubernator prowincji Isana za rządów asyryjskiego króla Salmanasara III (858–824 p.n.e.), zgodnie z Asyryjską listą eponimów w 830 r. p.n.e. sprawował urząd eponima (akad. limmu). Najprawdopodobniej należy go identyfikować z jego imiennikami, którzy sprawowali urząd eponima w 817 i 808 r. p.n.e.